# 三井倉庫ホールディングス
三井倉庫ホールディングス株式会社（みついそうこホールディングス、英: MITSUI−SOKO HOLDINGS Co.,Ltd.）は、東京都港区に本社を置く三井グループに属する物流持株会社である。JPX日経インデックス400およびJPX日経中小型株指数の構成銘柄の一つ。

## 概要
1909年創業の三井グループの物流企業。倉庫事業、港湾運送事業、国際輸送などの物流事業のほか、都市部の所有地を活用した不動産賃貸事業をおこなっている。近年はBPOや3PLも展開。国内24都道府県、世界20カ国30海外現地法人のネットワークを持つ。二木会・月曜会・三井広報委員会・三井業際研究所・綱町三井倶楽部の会員会社であり、三井文庫の賛助会社でもある。
ビジョン「物流から価値を。」ミッション「革新と安心をユニバーサルに提供すること。」

## 沿革
- 1909年（明治42年）10月11日 - 三井銀行倉庫部から東神倉庫株式会社として分離独立。
- 1942年（昭和17年）3月 - 三井倉庫株式会社に商号変更。
- 1950年（昭和25年）4月 - 東証上場。
- 1984年（昭和59年）11月 - 本店所在地を東京都中央区日本橋箱崎町[注 1]から 東京都中央区日本橋茅場町一丁目に移転。
- 1992年（平成4年）1月 - 本支店制から本支社制に変更。
- 2001年（平成13年）4月 - 九州支社を三井倉庫九州として独立。
- 2002年（平成14年）6月 - 本店所在地を東京都港区海岸三丁目22番23号に移転。
- 2011年（平成23年）9月 - 本店所在地を現在地に移転。
- 2012年（平成24年）
  - 4月 - 投資会社・ロングリーチグループより三洋電機ロジスティクスを買収。のちに同社は三井倉庫ロジスティクスに社名変更。
  - 7月 - TASエクスプレスと三井倉庫エアカーゴを統合し、三井倉庫エクスプレスを発足。
- 2014年（平成26年）10月 - 持株会社制移行により三井倉庫ホールディングス株式会社に商号変更。三井倉庫、三井倉庫ビジネストラストを新設分割により設立。
- 2015年（平成27年）
  - 4月 - ソニーサプライチェーンソリューションズ株式会社の株式を66%取得し、当社とソニーの合弁会社化。同時に三井倉庫サプライチェーンソリューション株式会社に商号変更。
  - 12月 - 新設した三井倉庫トランスポート株式会社が、大阪に本社を置く丸協運輸株式会社及び愛媛に本社を置く丸協運輸株式会社、並びにその他関係する会社4社の全株式を取得し、連結子会社化。
- 2016年（平成28年） - 3月期の売上高は2,130億円となり、倉庫業界首位に。
- 2017年（平成29年）4月 - 三井倉庫が三井倉庫ビジネストラストを吸収合併。
- 2021年（令和3年）6月 - トレードワルツに出資[9]。
- 2022年（令和4年）5月 - 「中期経営計画2022」を策定[10][11]。
- 2025年（令和7年）5月 - 本社を中央区日本橋箱崎町のMSH日本橋箱崎ビル（旧・三井倉庫箱崎ビル→日本IBM箱崎事業所）に移転[12]。

## 主な関連会社

### 日本国内
- 三井倉庫株式会社 - 倉庫業・港湾運送業・BPO事業
- 三井倉庫九州株式会社 - 倉庫業・港湾運送業・貨物利用運送業
- 三井倉庫ロジスティクス株式会社 - 貨物利用運送業・倉庫業。旧・三洋電機ロジスティクス。
- 三井倉庫エクスプレス株式会社 - 利用航空運送事業、JTBカーゴを買収して改名した「三井倉庫エアカーゴ」とトヨタ自動車の関連会社TASエクスプレスが合併。
- 三井倉庫サプライチェーンソリューション - 貨物利用運送業・倉庫業。旧・ソニーサプライチェーンソリューション。
- 三井倉庫トランスポート株式会社
- 北海三井倉庫ロジスティクス株式会社 - 倉庫業・貨物利用運送業
- 三倉株式会社 - 倉庫荷役業
- アイエムエキスプレス株式会社 - 貨物自動車運送業・貨物利用運送業
- エム・エス物流サービス株式会社 - 倉庫の管理運営業
- 東港丸楽海運株式会社 - 港湾運送業・貨物利用運送業
- 三井倉庫ビジネスパートナーズ株式会社 - BPO事業・情報管理サービス業・保険代理業
- サンソー港運株式会社 - 倉庫荷役業・港湾運送業
- 三興陸運株式会社 - 倉庫荷役業・貨物自動車運送業・貨物利用運送業
- 三栄株式会社 - 倉庫荷役業・港湾運送業
- 三井倉庫港運株式会社 - 港湾運送業・貨物自動車運送業・貨物利用運送業
- 株式会社サンユーサービス - 倉庫荷役業
- 株式会社ミツノリ - 倉庫業・貨物自動車運送業・貨物利用運送業
- 神戸サンソー港運株式会社 - 倉庫荷役業・港湾運送業
- エムケイサービス株式会社 - 流通加工業
- 株式会社サン・トランスポート - 貨物自動車運送業・貨物利用運送業
- 井友港運株式会社 - 倉庫荷役業・港湾運送業
- 博多三倉物流株式会社 - 倉庫荷役業・貨物自動車運送業
- 三井倉庫ビズポート株式会社 - 金融業・会計事務受託業・保険代理業
- 株式会社LSS - 情報システム設計・開発業

### 日本国外
- Mitsui-Soko (U.S.A.) Inc. - 国際複合輸送取扱業・倉庫業・貨物利用運送業
- Mitsui-Soko (Europe) s.r.o. - 国際複合輸送取扱業・倉庫業・貨物利用運送業
- Mitsui-Soko International Pte. Ltd. - 東南アジア地域関係会社の統括管理・倉庫賃貸業
- Mitsui-Soko (Singapore) Pte. Ltd. - 国際複合輸送取扱業・倉庫業･貨物利用運送業
- Mitsui-Soko Air Services (S) Pte. Ltd. - 航空運送取扱業
- Mitsui-Soko (Malaysia) Sdn. Bhd. - 国際複合輸送取扱業・倉庫業･貨物利用運送業
- Mitsui-Soko Agencies (Malaysia) Sdn. Bhd. - 通関業
- Integrated Mits Sdn. Bhd. - 倉庫業
- Mitsui-Soko (Thailand) Co., Ltd. - 国際複合輸送取扱業・倉庫業･貨物利用運送業
- Mitsui-Soko (Chiangmai) Co., Ltd. - 国際複合輸送取扱業・倉庫業･貨物利用運送業
- MITS Logistics (Thailand) Co., Ltd. - 倉庫業
- MITS Transport (Thailand) Co., Ltd. - 貨物利用運送業
- PT Mitsui-Soko Indonesia - 倉庫業・港湾運送業・貨物利用運送業
- Mitsui-Soko (Philippines), Inc. - 国際複合輸送取扱業・倉庫業･貨物利用運送業
- Nantong Sinavico International Logistics Co., Ltd. - 倉庫業・貨物利用運送業
- Mitex Logistics (Shanghai) Co., Ltd. - 国際複合輸送取扱業・倉庫業・貨物利用運送業・流通加工業
- MSC Trading (Shanghai) Co., Ltd. - 貿易代行業
- Mitsui-Soko (China) Investment Co., Ltd. - 中国事業会社の統括管理・投資
- Mitex Shenzhen Logistics Co., Ltd. - 国際複合輸送取扱業・倉庫業・流通加工業
- Mitex International (Hong Kong) Ltd. - 国際複合輸送取扱業・倉庫業・貨物利用運送業
- Mitex Multimodal Express Ltd. - 貨物利用運送業
- Noble Business International Ltd. - 貨物利用運送業
- Mitsui-Soko (Taiwan) Co., Ltd. - 国際複合輸送取扱業・倉庫業
- Mitsui-Soko (Korea) Co., Ltd. - 国際複合輸送取扱業・倉庫業